# Tayfun Korkut
Tayfun Korkut (ur. 2 kwietnia 1974 w Stuttgarcie) – turecki trener piłkarski i piłkarz grający na pozycji defensywnego pomocnika.

## Kariera klubowa
Tayfun urodził się w niemieckim Stuttgarcie w rodzinie tureckich emigrantów. Karierę piłkarską rozpoczął w amatorskim klubie TB Ruit, by z czasem przenieść się do Stuttgarter Kickers. W jego barwach występował w sezonie 1994/1995 w rozgrywkach Regionalligi. Następnie trafił do Turcji i został piłkarzem jednego z czołowych klubów w kraju, Fenerbahçe SK. W stambulskim klubie zaczął grać w podstawowym składzie, a na koniec sezonu 1995/1996 wywalczył mistrzostwo Turcji. Dotarł także do finału Pucharu Turcji. Jesienią 1996 wystąpił w fazie grupowej Ligi Mistrzów, a w 1997 roku był z „Fener” trzeci w lidze. Z kolei w 1998 roku został wicemistrzem kraju. W 1999 roku znów zajął miejsce na najniższym stopniu podium, a w ostatnim swoim sezonie na Fenerbahçe Şükrü Saracoğlu był czwarty. Ogółem w koszulce Fenerbahçe wystąpił 145 razy i zdobył 12 goli.
Latem 2000 Tayfun wyjechał do Hiszpanii i został zawodnikiem klubu Real Sociedad. W Primera División zadebiutował 9 września w zremisowanym 2:2 domowym spotkaniu z Racingiem Santander. W całym sezonie zaliczył cztery trafienia i grał w wyjściowej jedenastce Realu. W kolejnym sezonie zdobył 3 gole, a w 2002/2003 dołożył dwa. W nim grał wraz z rodakiem Nihatem Kahveci i do ostatniej kolejki walczył z Sociedadem o mistrzostwo kraju, jednak po tytuł mistrzowski sięgnął Real Madryt. Po sezonie Korkut odszedł z Realu za darmo i podpisał kontrakt z Espanyolem. W nowej drużynie po raz pierwszy wystąpił 30 sierpnia przeciwko Sociedadowi (1:1). W Espanyolu spędził jeden sezon i w 2004 roku wrócił do Turcji.
Kolejnym klubem Tayfuna w karierze został Beşiktaş JK. Zaliczył w nim tylko połowę spotkań, zdoby jedną bramkę i zajął 4. pozycję w Superlidze. W 2005 roku odszedł do Gençlerbirliği Ankara. Był z nim szósty w lidze, a latem 2006 postanowił zakończyć piłkarską karierę.
| Sezon   | Klub                | Kraj      | Rozgrywki        | Mecze | Bramki |
| ------- | ------------------- | --------- | ---------------- | ----- | ------ |
| 1994/95 | Stuttgarter Kickers | Niemcy    | Regionalliga     | 14    | 0      |
| 1995/96 | Fenerbahçe SK       | Turcja    | Süper Lig        | 30    | 5      |
| 1996/97 | Fenerbahçe SK       | Turcja    | Süper Lig        | 18    | 2      |
| 1997/98 | Fenerbahçe SK       | Turcja    | Süper Lig        | 31    | 2      |
| 1998/99 | Fenerbahçe SK       | Turcja    | Süper Lig        | 33    | 2      |
| 1999/00 | Fenerbahçe SK       | Turcja    | Süper Lig        | 33    | 1      |
| 2000/01 | Real Sociedad       | Hiszpania | Primera División | 24    | 4      |
| 2001/02 | Real Sociedad       | Hiszpania | Primera División | 32    | 3      |
| 2002/03 | Real Sociedad       | Hiszpania | Primera División | 22    | 2      |
| 2003/04 | RCD Espanyol        | Hiszpania | Primera División | 21    | 0      |
| 2004/05 | Beşiktaş JK         | Turcja    | Süper Lig        | 16    | 1      |
| 2005/06 | Gençlerbirliği      | Turcja    | Süper Lig        | 13    | 1      |

## Kariera reprezentacyjna
W reprezentacji Turcji Tayfun zadebiutował 15 listopada 1995 roku w zremisowanym 2:2 spotkaniu eliminacji do Euro 96 ze Szwecją. Rok później został powołany przez selekcjonera Fatiha Terima do kadry na ten turniej. Tam wystąpił jedynie w przegranym 0:3 meczu z Danią. Z kolei na Euro 2000 rozegrał cztery spotkania, w tym trzy grupowe z Włochami (1:2), ze Szwecją, z Belgią (2:0) oraz ćwierćinałowy z Portugalią (0:2). Karierę reprezentacyjną zakończył w 2003 roku, a w kadrze Turcji rozegrał łącznie 44 spotkań, w których zdobył jednego gola.

## Kariera trenerska
31 grudnia 2013 roku został nowym trenerem niemieckiego Hannover 96.